# Ivo Saliger
Ivo Saliger (* 21. Oktober 1894 in Königsberg-Wagstadt; † 14. Januar 1987 in Wien) war ein österreichischer Maler und Radierer. Gelegentlich benutzte er das Pseudonym Ovid Seralgi.

## Leben
Ivo Saliger wurde in Königsberg in Schlesien (Mährisch-Schlesien) geboren. Er war der Sohn des Gerichtssekretärs Robert Saliger († 1904) und der Kaufmannstochter Ida Saliger, geb. Mück. Als er sieben Jahre alt war, zog die Familie nach Iglau, wo Ivo Saliger über einen mit der Familie bekannten Maler Kontakt zur Kunst bekam und mit dem Zeichnen begann. Nach dem Tod des Vaters zog die Familie nach Olmütz. Dort erhielt Ivo Saliger ersten Unterricht bei einer Malerin. Er besuchte Gymnasien in Olmütz und Wien, wo er ab 1908 seinen ständigen Wohnsitz hatte. Danach absolvierte er zunächst ein Studium an der Graphischen Lehr- und Versuchsanstalt in Wien bei Ludwig Michalek. Von 1912 bis 1917 studierte er Malerei und Radierung an der Akademie der bildenden Künste Wien unter Rudolf Jettmar und Ferdinand Schmutzer. 1913 beschickte Saliger mehrere Ausstellungen im Wiener Künstlerhaus, so zeigte er bei der dortigen Frühjahrsausstellung eine Radierung mit dem Porträt seiner Mutter. Bei der Bugra im Folgejahr präsentierte er einige Blätter im österreichischen Pavillon. 1917 erhielt er den Staatspreis der Akademie.
1917/1918 war Saliger als Assistent von Michalek an der Graphischen Lehr- und Versuchsanstalt tätig. Dort war er auch bis 1919 staatlich bestellter Leiter des Radierkurses und des grafischen Lehrkurses.  Später lebte er als freischaffender Künstler in Wien. 1930 ging er zum Studium an die „Academie moderne“ in Paris, um die Ölmalerei und die Darstellung des weiblichen Aktes bei Fernand Léger und Amédée Ozenfant zu vervollkommnen. 1933 wurde ihm für sein Bild Morgenbad die Medaille der Stadt Graz verliehen.
Saliger war seit 1936 illegales NSDAP-Mitglied, am 13. Juni 1938 beantragte er die reguläre Aufnahme in die Partei und wurde rückwirkend zum 1. Mai desselben Jahres aufgenommen (Mitgliedsnummer 6.309.213). Seine pathetische Bildsprache traf den Geschmack der Nationalsozialisten, so dass seine Gemälde auch auf den Großen Deutschen Kunstausstellungen zwischen 1937 und 1944 gezeigt wurden.
Über Salingers künstlerisches Wirken nach 1945 ist nichts bekannt. Er starb 1987 im Alter von 92 Jahren, nach einigen Quellen in Wien, nach anderen in Bad Goisern. Sein Grab befindet sich auf dem Hernalser Friedhof.

## Werk
Ivo Saliger war als Maler und Radierer tätig. Bevorzugt schuf er weibliche Akte (oft vor Landschaften) und Gruppenbilder. Zu seinem Gesamtwerk gehören außerdem Landschaftsbilder und Porträts. In manchen frühen Arbeiten greift er das Thema Medizin auf (u. a. Radierung Der Röntgenologe schießt mit Röntgenstrahlen auf den Tod, 1921), wozu ihn möglicherweise die Leukämie-Erkrankung seiner Schwester veranlasste. Seine späteren Akt-Gemälde zeigt oft Szenen aus der griechisch-römisch Mythologie, wobei jedoch die Figuren modische Frisuren oder andere Verweise auf die Gegenwart aufweisen (u. a. Rast der Diana, Das Urteil des Paris, 1939), wodurch das Überzeitliche des Mythos konterkariert wird und eine irritierende Wirkung eintritt. Die Werke weisen oft einen hohen Grad an Pathos auf. Saligers Entschluss, sich den ästhetischen Normen der NS-Kunstpolitik zu beugen und dafür die ästhetischen Errungenschaften der Moderne zu ignorieren, führte zu einem kraftlosen Malstil mit vergleichsweise matter Farbpalette und tendenziell flächiger Modellierung der Körper.

## Werke
- Die Mutter des Künstlers, Radierung, 1913 Ausstellung Wiener Künstlerhaus[3]
- Selbstporträt, 1915 Abbildung in Moderne illustrierte Zeitung für Reise und Sport[9]
- Die Wiese, 1915 Abbildung in Moderne illustrierte Zeitung für Reise und Sport
- Selbstbildnis als Ritter mit dem Tod,[10] Radierung 1917/18
- Der Arzt, 1920, Farbradierung, Medizinische Fakultät TU Dresden[4]
- Justiz, ca. 1920
- Der Röntgenologe schießt mit Röntgenstrahlen auf den Tod, 1921, Grafik-Sammlung Mensch und Tod der Universität Düsseldorf[4]
- Oberhauser Garten in Bad Goisern, wohl 1920er-Jahre, Öl auf Karton, 35 × 27,5 cm, Signatur rechts unten: „Ivo Saliger“, Österreichische Galerie Belvedere (1984 Ankauf von Hilde Saliger)[11]
- Liegender Akt
- Drei Frauenakte
- Weiblicher Akt mit Äffchen
- Hymne an die Natur,[12] 1939
- Rast der Diana, 1939/1940, Deutsches Historisches Museum, Berlin[4]
- Das Urteil des Paris, 1939, Deutsches Historisches Museum, Berlin[4]
- Das Bad der Diana, 1940 Münchener Kunstausstellung[13]
- Drei Grazien, um 1940
- Ländliches Verlobungsfest, 1940
- Einklang, 1941
- An der Waldquelle. Drei weibliche Akte in sommerlicher Landschaft,[14] 1941
- Österreichische Berglandschaft, 1947
- Frauenbildnis
- Das Tischgebet, ca. 1950
- Bad Aussee
- Geselligesständchen, 1974